# 고욕
고욕(古欲, ? ~ ?)은 발해 부흥운동을 일으킨 발해 유민이다. 1115년 2월, 요 동경도 (요)(東京道) 요주(遼州)에서 발해 유민들을 모아 고욕국(古欲國)을 세웠다. 이후 치열한 항전 끝에 1115년 6월 체포되었다.